# باب المڭانة
باب المڭانة (بالفصحى: باب الساعة) هي واحدة من أبواب مدينة فاس المغربية، وتقع تحديدا في درب فقري بحي الملاح (الحي اليهودي سابقا).
هي باب تؤدي لبيعة ابن دنان حيث يتعبد اليهود، وتوجد بجانبها بنايات ذات تصميم وهندسة يهودية تقليدية، والحي عموما هو حي شعبي يقطنها مغاربة مسلمون في الوقت الراهن.

## تاريخ بنائها
هي بوابة مزينة بنقوش بسيطة، وبنيت خلال إقامة حي الملاح في القرن 13م، وكان هي مدخل الحي الرئيسي، وتبقى واحدة من أهم معالمه التاريخية.

## سبب التسمية
حصلت الباب على هذه التسمية بسبب الساعة الحائطية التي تعلو مدخلها، كما أن هذه الساعة مكسورة ولا تعمل.